# Сабельник
Са́бельник (лат. Cómarum) — олиготипный или, по современной классификации, монотипный род растений семейства Розовые (Rosaceae).

## Ботаническое описание

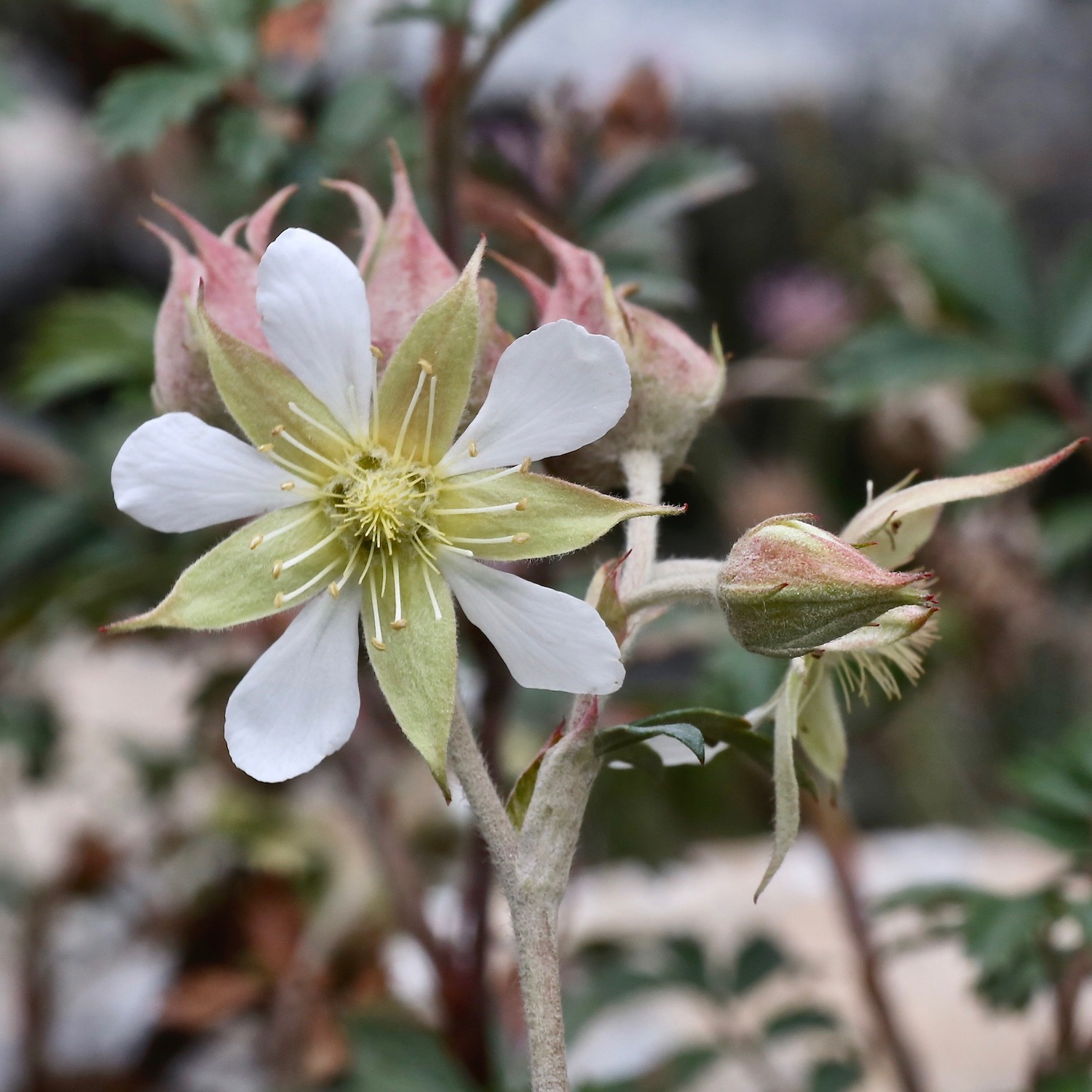
Сабельник Залесова

Многолетние травянистые растения или полукустарники. Стебли прямостоячие или приподнимающиеся. Листья расположены очерёдно, перисто-рассечённые. Цветки собраны обычно в небольших количествах в соцветия-щитки. Гипантии плоской или блюдцевидной формы, во время образования плодов увеличиваются в размерах, красноватого или беловатого цвета. Чашелистики в количестве пяти, с возрастом не опадают. Лепестки — также в количестве пяти; красного, тёмно-сиреневого или белого цвета. Цветоложе полушаровидной формы. Тычинок до 25, с нитевидными нитями и шаровидными пыльниками. Пестики многочисленные. Число хромосом: n = 7.

## Классификация

### Таксономическое положение
- Comarum L., 1753, Sp. Pl. : 502

Род Сабельник включается в семейство Розовые (Rosaceae) порядка Розоцветные (Rosales), последовательно входящего в более крупные клады Фабиды → Розиды → Суперрозиды → Эвдикоты → Цветковые растения. Таксономическая схема в соответствии с Системой APG IV по состоянию на июнь 2024 года:
|  |                          |  |                                   |                                   |                   |  | еще 8 семейств |               |               |                                                        |
|  |                          |  |                                   |                                   |                   |  |                |               |               | 1 подтвержденный вид и 2 вида, ожидающих подтверждения |
|  |                          |  |                                   | порядок Розоцветные               |                   |  |                |               | род Сабельник |                                                        |
|  |                          |  |                                   | порядок Розоцветные               |                   |  |                |               | род Сабельник |                                                        |
|  | клада Цветковые растения |  |                                   |                                   | семейство Розовые |  |                |               |               |                                                        |
|  | клада Цветковые растения |  |                                   |                                   |                   |  |                |               |               |                                                        |
|  |                          |  | ещё 63 порядка цветковых растений | ещё 63 порядка цветковых растений |                   |  |                | еще 116 родов | еще 116 родов |                                                        |
|  |                          |  |                                   | ещё 63 порядка цветковых растений |                   |  |                |               | еще 116 родов |                                                        |

### Виды
- Сабельник болотный (Comarum palustre)